# Jizera (rivier)
De Jizera (Duits: Iser) is een rivier in Tsjechië. Het is een rechter zijrivier van de Elbe met een lengte van 164 kilometer vanaf de plaats waar de Grote Jizera (Velká Jizera) en de Kleine Jizera (Malá Jizera) samenvloeien tot het punt waar de rivier bij Lázně Toušeň in de Elbe uitmondt.
De Grote Jizera ontspringt in het IJzergebergte, de Kleine Jizera in het Reuzengebergte. De naam Jizera komt waarschijnlijk van het Keltische woord isirás (wild, snel, fris, sterk).

## Plaatsen aan de Jizera
- Semily
- Turnov
- Mnichovo Hradiště
- Bakov nad Jizerou
- Mladá Boleslav
- Jablonec nad Jizerou